# Paula Ramírez Ibáñez
Paula Ramírez Ibáñez (Barcelona, 23 d'abril de 1996) és una esportista catalana que competeix en natació sincronitzada.
Va guanyar dues medalles en el Campionat Mundial de Natació, en els anys 2019 i 2022, i quatre medalles en el Campionat Europeu de Natació entre els anys 2016 i 2021. En els Jocs Europeus de Cracòvia 2023 va aconseguir dues medalles d'or.
Va competir als Jocs Olímpics de Tòquio 2020 on van obtenir el diploma olímpic en acabar setenes.